# أرماند غاستون كاموس
أرماند-غاستون كاموس (بالفرنسية: Armand-Gaston Camus) (2 أبريل 1740 - 2 نوفمبر 1804)، ثوري فرنسي، كان كان محامياً ومستشاراً قانونيا وسياسي، ولعب دوراً رئيسيا في اندلاع الثورة الفرنسية.
كان قريبا من حركة جانسين، شارك بنشاط في الواجهة البرلمانية، وساهم في تأسيس نادي بريتون مع لو كابولييه، وأصبح  نائبا لباريس مع بايلي وجويلوتن ثم تولى مبادرة صياغة وسن (التصويت على) الدستور المدني لرجال الدين.

## حياته
هو ابن بيار كامو، المدعي العام في باريس.
عضو في جمعية اصدقاء الدستور، وكاتب لقائمة المظالم الخاصة-سجل الشكاوى مع بايلى وجويلوتن حيث طلب هدم الباستيل، ثم انتخب نائبا للدولة في باريس.
في 13 ايار/مايو 1789, كان من بين أول من تولى ملعب التنس. وانتخب بعد ذلك رئيساً للجمعية التأسيسية في 28 تشرين الأول/أكتوبر 1789, كما انه ظل متوليآ هذا المنصب حتى 11 تشرين الثانى/نوفمبر من نفس العام.
منذ 14 اب/أغسطس 1789, عُين أمينا لمكتبة الهيئة التشريعية، وهو من انشأ السجلات الوطنية. وظل قائمآ بمهامه كأمين للمكتبة حتى وفاته.
قام بقراءة وطباعة القائمة السرية كما قام بالتواصل مع زملائه في «المؤتمر الوطني» لمعرفه قائمة المعاشات التي تدفعها الخزينة الملكية التي تدعى «الكتاب الأحمر».
كان غاستون أرماند كامو مكروها من قبل موكليه السابقين، بسبب كتابته وتصويته للدستور المدني لرجال الدين.
كما أنه ألغى الفوائد التي تُدفع إلى البابوية، ويدفع لضم كومتات فينيسان وفي30 يوليه 1791، تم إلغاء ألقاب النبلاء.
انتخب للاتفاقية من قبل الإدارة العليا في 5 سبتمبر 1792. أثناء مهمتة خلال محاكمة لويس السادس عشر، لكنة كتب في 13 يناير 1793، وقال انه يصوت للموت دون استئناف ودون تأجيل. وعند عودته عُيِن عضواً في لجنة السلامة العامة.
أُرسِل إلى بلجيكا بصفته مفوضاً للاتفاقية بشأن جيش الشمال، تحت قيادة الجنرال دوموريز، الذي تم إلقاء القبض عليه وعلى زملائه وتسليمهم إلى النمساويين، في 3 أبريل 1793. ثم نقل إلى مونس، حيث مقر الأمير كوبورغ.
حذره بارون ماك بأنهم يحتجزون كرهائن لإنقاذ الملكة ماري أنطوانيت وابنها، ثم تمت مقايضة المعتقلين في ماستريخت، وكوبلنز والموتز، وتم التبادل في بازل في يوم الجمعة 25 ديسمبر، 1795. ورفضت ابنة لويس السادس عشر السيدة رويال، ثم عادوا إلى فرنسا بعد ثلاثة وثلاثين شهر من الأسر.
انتُخِب في مجلس الخمسمئة، ولكنه رفض عرض وزير المالية والشرطة.

## أعماله
منشوراته:
«رسائل في مهنة المحاماة»، 1772، التي اكتملت في 1777 من قبل مكتبة القانون، والتي استنسخها السيد دوبا تحت عنوان دليل المحاميين في 1832، والكثير من الكتابات عن الكنسية والأمور القانونية مثل قانون الزواج في 1770
كما كان ناجح في الادب اليوناني وكان مسؤولا عن:
- ترجمة تاريخ الحيوانات لأرسطو، باريس، 1783، أول ترجمة نشرت باللغة الفرنسية.
- دليل أبكتيتوس.
- جدول 1796 العمل المنجز في سجن النمسا.

تقنيات الطباعة، نشرت في 1801:
تاريخ وأساليب المضلع والطابع الفراغي، باريس، السنه الجامعية العاشرة.
السفر حول العالم:
نبذة عن مجموعة من الرحلات الكبيرة والصغيرة، ومجموعه من السفر الملكية المنحوتة، باريس، 1802
ماري-نيكولاس بويليت والكسيس تشاسانج (دير)، "في عالمي قاموس أرمان-غاستون كامو التاريخ والجغرافيا، 1878
كامو"أرمان-غاستون'، في كوني، قاموس برلمانيين الفرنسيين، 1889 وروبرت
الأوراق الشخصية «لكامو» يتم الاحتفاظ بها «المحفوظات الوطنية» في اطار الساحل.